# Kodagina Gowramma
Mrs. B. T. Gopal Krishna (Madikeri, India Británica; 1912–Coorg, India Británica; 1939), más conocida como Kodagina Gowramma, fue una escritora india. También fue feminista y colaboradora constante del "Movimiento por la Libertad de la India".

## Biografía
Gowramma nació en 1912 en Madikeri y se casó con B. T. Gopal Krishna en Kodagu, conocido en ese entonces como el Estado de Coorg, una provincia de la India Británica. Estudió en un convento y luego de terminar sus estudios empezó a interesarse en la literatura. Invitó a su casa a Mahatma Gandhi y donó todo su oro para beneficio de la Fundación Welfare. Además de dedicarse a la escritura fue una activista por los derechos de las mujeres en su país natal.
Falleció a los 27 años, el 13 de abril de 1939, ahogada en una piscina.

## Trabajos
Gowramma escribió en lenguaje Kannada usando el seudónimo 'Kodagina Gowramma'. Las historias que escribió, como “Aparaadhi Yaaru” (¿Quién es el criminal?), “Vaaniya Samasye”, “Aahuthi” y “Manuvina Raani” lograron gran repercusión en su país con el paso del tiempo. Su historia corta, ”Manuvina Rani”, la convirtió en una escritora muy reconocida en la India. Las colecciones de relatos Kambani (Lágrimas) y Chiguru (Disparo) fueron publicadas de manera póstuma.

## Legado
Décadas después, su trabajo inspiró a la escritora india Triveni. Un volumen con historias de Gowramma fue publicado con el título Mareyalagada Kathegalu, con un prefacio escrito por Vaidehi.